# Fanny Knight
Pour les articles homonymes, voir Knight.
Fanny Knight (1793 - 1882) est l'une des nièces de la romancière Jane Austen. Avec Anna Austen, elle était sans doute la nièce préférée de Jane Austen (qui comptait 24 neveux et nièces).  
Les lettres qui restent de sa correspondance avec sa tante sont une des sources importantes sur Jane Austen, par le degré d'intimité dont elles témoignent. Devenue plus tard Lady Knatchbull, Fanny Knight ne peut s'empêcher d'afficher un peu du léger dédain aristocratique que montraient les Knight face aux « gribouillages » littéraires de Jane Austen, parente pauvre et issue d'un milieu « médiocre ». 
C'est à Fanny Knight que sont par ailleurs léguées l'ensemble des lettres de Jane Austen qui existaient encore à la mort de sa sœur Cassandra.

## Biographie
Fanny Knight est la fille aînée d'Edward, frère de Jane Austen. Adopté par Thomas Knight II, un cousin éloigné de la famille Austen, et par sa femme Catherine, qui n'avaient pas d'enfant, il avait, à la mort de celle-ci en 1812, abandonné le nom d'Austen pour celui de Knight, pour lui-même et toute sa famille.
La mère de Fanny, Elizabeth Bridges, meurt en couches en 1808 en mettant au monde son onzième enfant. Fanny s'efforce alors de la remplacer vis-à-vis de ses dix frères et sœurs. Plus tard, en 1820, lorsqu'elle deviendra la seconde épouse de Sir Edward Knatchbull, elle se retrouvera à la tête de cinq enfants nés du premier mariage de son époux, et en aura elle-même neuf.

## Relation avec Jane Austen
Jane Austen considère presque Fanny Knight comme une sœur (almost like a sister, selon Jane Austen elle-même). Orpheline de mère, celle-ci lui accorde d'ailleurs la plus grande confiance, et la consulte sur ses affaires de cœur, tout en la priant de ne pas en faire part à Cassandra, sans doute moins indulgente.
Certains échanges de correspondance entre Jane Austen et sa nière sont souvent cités, car ils illustrent à la fois le caractère de Fanny et celui de Jane Austen. Particulièrement connue est la correspondance échangée en 1814, lorsque Mr John Plumtre demande la main de Fanny. Jane Austen commence par vanter les qualités du jeune homme, de façon très objective et rationnelle, mais elle termine en disant :

« [...] Ton affection me fait immensément plaisir, mais vraiment, tu ne devrais pas te laisser influencer par mon avis. Rien, si ce ne sont tes propres sentiments, ne doit décider d'un sujet aussi important. »

Cependant, Fanny Knight, bien qu'ayant bénéficié des lectures faites par sa tante de chacun de ses nouveaux romans, ne sait pas reconnaitre son talent à sa juste valeur, car la famille Knight dans son ensemble considère avec suspicion les activités littéraires de Jane Austen, dont le « gribouillage » (scribbling) ne leur paraissait pas approprié pour quelqu'un de leur rang. 
Aussi est-elle honnie par les Janeites pour avoir écrit, alors que son mariage avait fait d'elle Lady Knatchbull, que Jane Austen était « [...] très en dessous du niveau requis par la bonne société et ses manières ». Et elle ajoute que ce n'était que grâce à son propre père, Edward Austen, à sa fortune et à ses relations supérieures que sa tante avait été sauvée « de la médiocrité et d'un manque de raffinement, ». Ces commentaires sont recueillis par James Edward Austen-Leigh en 1869, alors qu'il prépare la publication de sa biographie sur sa tante, A Memoir of Jane Austen.

Il est vrai que Jane Austen avait montré une certaine prescience, en lui écrivant en 1817 : 

« Je te détesterai lorsque ta délicieuse tournure d'esprit retombera pour céder la place à des intérêts purement conjugaux et maternels,. »

Fanny Knight a cependant un rôle important dans la connaissance de Jane Austen dans la mesure où c'est à elle que furent léguées toutes les lettres restantes de Jane Austen après la mort de sa sœur Cassandra.